# 외교적 보호
외교적 보호(外交的保護, diplomatic protection)는 재외국민보호라고도 하는데, 국가가 외국에 거주하는 자국민을 외교절차를 통해 보호하는 것이다. 자국민이 외국에서 불법적인 취급을 당하는 경우 외교기관을 통해 이를 외국에 항의하여 자국민을 구제할 수 있다. 재외자국민 보호를 위해서는 자국민(특히 시정하에 있는 주민)이 외국에 의해 불법적 취급을 받거나 손해를 입은 경우, 피해자가 가해국의 재판소 등을 이용하여 국내적 구제절차를 통해서는 구제를 받지 못하였거나 구제받을 전망이 없는 경우, 피해 당시로부터 외교적 보호가 이루어질 때까지 피해자가 본국 국적을 계속 유지하였을 것을 조건으로 하고 있다.

## 병인양요
조선 정부는 당시 프랑스 국적의 선교사를 살해했다. 이것은 국제법상 국가책임이 발생하는 불법행위이다. 자국민에 대한 보호권을 외교적 보호권이라고 하는데, 현재는 유엔 헌장상 무력사용금지원칙에 따라 외교적 보호권에 기한 전쟁행위가 부정되나, 병인양요 당시에는 국제법상 외교적 보호권에 기한 전쟁행위가 가능했다. 당시 강화도를 쳐들어 온 프랑스 해병대는 프랑스인 선교사 9명을 살해했으므로, 이에 대한 보복으로 조선인 9000명을 살해하겠다고 쳐들어왔다. 2010년 기준으로, 병인양요에서 약탈당한 외규장각 문서를 반환받기 위해 외교적인 노력 중에 있다. 유엔 ILC는 외교적보호권협약 초안을 작성해, 다자조약으로 체결하려고 노력중이다.

## The Nottebohm Case(1955, ICJ)
생활본거지를 과테말라에 두고 리히텐슈타인에 귀화한 독일인 Nottebohm에 관하여 과테말라 정부는 2차대전 중 그를 독일인으로 간주하여 재산을 몰수하였다. 이에 리히텐슈타인 정부는 외교적 보호권을 발동하였다. 진정한 유대관계가 없는 국적국이 외교적 보호권을 행사할 수 있는가가 쟁점이 되었는데 국제사법재판소는 2종 국적 등의 경우에 진정하고 실질적인 유대를 기초로 하여 외교적 보호권을 행사할 수 있는가의 가부를 결정하여야 하며 리히텐슈타인은 Nottebohm과 진정한 유대(genuine link)가 없으므로 외교적 보호권을 행사할 수 없고 판시하였다.

## Interhandel Case(1959, ICJ)
미국이 1942년 실질적으로 독일인 주주가 지배하던 스위스의 Inerhandel회사가 소유한 미국회사의 주식을 敵産으로 보고 몰수하였다. Swiss는 당장 이의 반환을 요구하였고 ICJ에 제소하였고 ICJ는 Swiss가 국내적 구제절차(local remedies)를 완료하지 않은 채 제소하였다고 판시하고, 스위스의 청구를 기각하여 외교적 보호권은 국내구제절차를 완료한 후에야 가능한 것이 국제관습법임을 확실히 하였다.
종래 가해행위나 응징행위 모두가 위법행위가 아니며 무력행사를 수반하지 않는 보복(retorsion)과 불법적 가해행위에 대하여 무력행사를 포함한 강제조치를 취하는 복구(reprisal)을 구분하였으나 현대 국제법상 정당방위 기타 특별한 경우를 제외한 무력복구는 적어도 법이론상으로는 금지되고 있으며 이런 배경에서 ILC는 대응조치(countermeasures)라는 용어를 시용하게 되었다.

## 같이 보기
- 바르셀로나 전기전력회사
- 국가책임